# Josefína Čermáková
Josefína Čermáková, provdaná hraběnka Kounicová (17. ledna 1849 Praha – 27. května 1895 Smíchov) byla česká divadelní herečka a příbuzná (švagrová) hudebního skladatele Antonína Dvořáka.

## Život
Narodila se v Praze v rodině pražského zlatníka Jana Jiřího Čermáka. Vyrůstala s dalšími čtyřmi sestrami a o od raného dětství byla vedena, společně se sestrami, mimo jiné i k hudbě. Josefu a její mladší sestru Annu docházel vyučovat ve hře na klavír, tehdy ještě neznámý Antonín Dvořák. Josefína Dvořáka znala z pozdějšího vystupování v Prozatímním divadle, kde hrál v orchestru na violu. Dvořák ji tajně miloval, ale jeho city nebyly opětovány. V té době měla vyšší cíle a on (Dvořák) byl jen jedním z dlouhé fronty odmítnutých ctitelů. Její mladší sestra Anna však byla k Dvořákovým citům vstřícnější a tak ji roku 1873 pojal za ženu.
Josefína od mládí tíhla k divadlu, byla žačkou divadelní herečky Elišky Peškové a od roku 1862 byla členkou pražského Prozatímního divadla, kde naplno zúročila svůj talent a měla i nemalý úspěch. Vedle O. Sklenářové-Malé a J. Šamberkové náležela k nejlepším českým herečkám, hrála role naivek a sentimentálních žen a zvláště vynikla ve francouzském repertoáru, a po nějaký čas i v úlohách operetních. V roce 1872 se seznámila na plese s hrabětem Václavem Robertem z Kounic a v roce 1873 přijala angažmá ve dvorním divadle v německém Výmaru. Později ještě vystupovala pohostinsky i na "prknech" českých divadel.
Koncem roku 1877 po 5leté známosti se za hraběte Kounice v kostele v Třebsku provdala. Za svědka jim šel Antonín Dvořák. Po svatbě divadlo natrvalo opustila, žila na zámku ve Vysoké u Příbrami a také často s manželem cestovala. Nejvíce do Vídně, to když se stal její manžel poslancem Říšské rady. Jejich manželství zůstalo bezdětné. Ve třiceti letech začala mít problémy se srdcem a ty přetrvaly až do konce jejího života.
S Antonínem Dvořákem zůstali celoživotní přátelé a po dobu, kdy Dvořákovi dleli v Americe dohlížela na výchovu jejich dětí.
Josefína hraběnka Kounicová zemřela v květnu roku 1895 krátce po Dvořákově návratu z Ameriky.
S osobností Josefiny Kounicové je spojena i kompozice jednoho z Dvořákových nejslavnějších děl, Violoncellového koncertu h moll. V době, kdy na něm skladatel pracoval, Josefina umírala. Dvořák pietně vložil do koncertu citaci Josefininy oblíbené písně „Kéž duch můj sám“[chybí lepší zdroj] z cyklu „Čtyři písně, op. 82“.

## Galerie

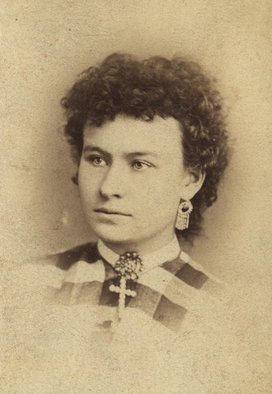
Josefína Čermáková
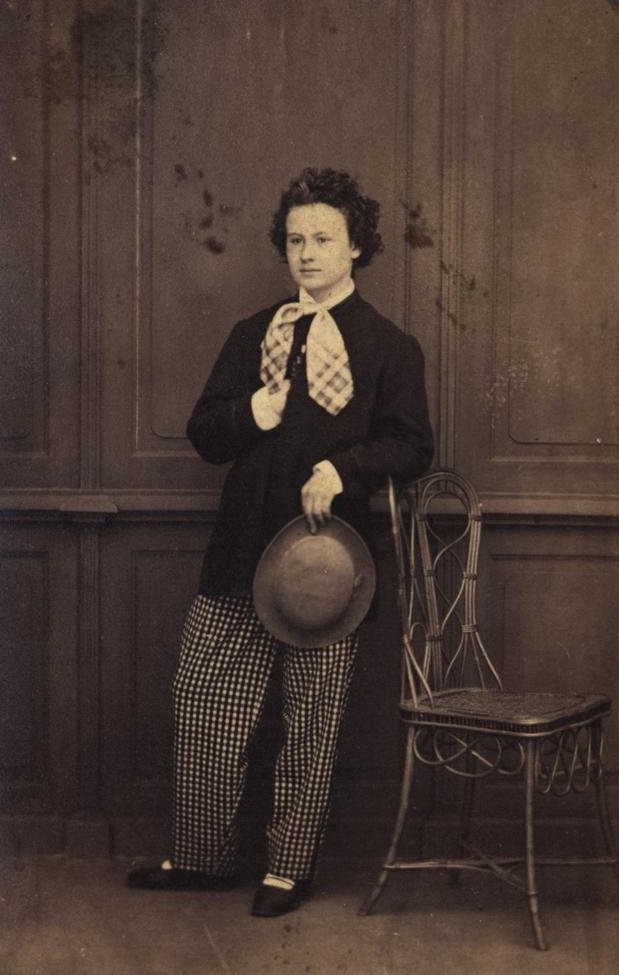
Josefína Čermáková jako Hynek v Tylově hře Nalezenec, Prozatímní divadlo 1864
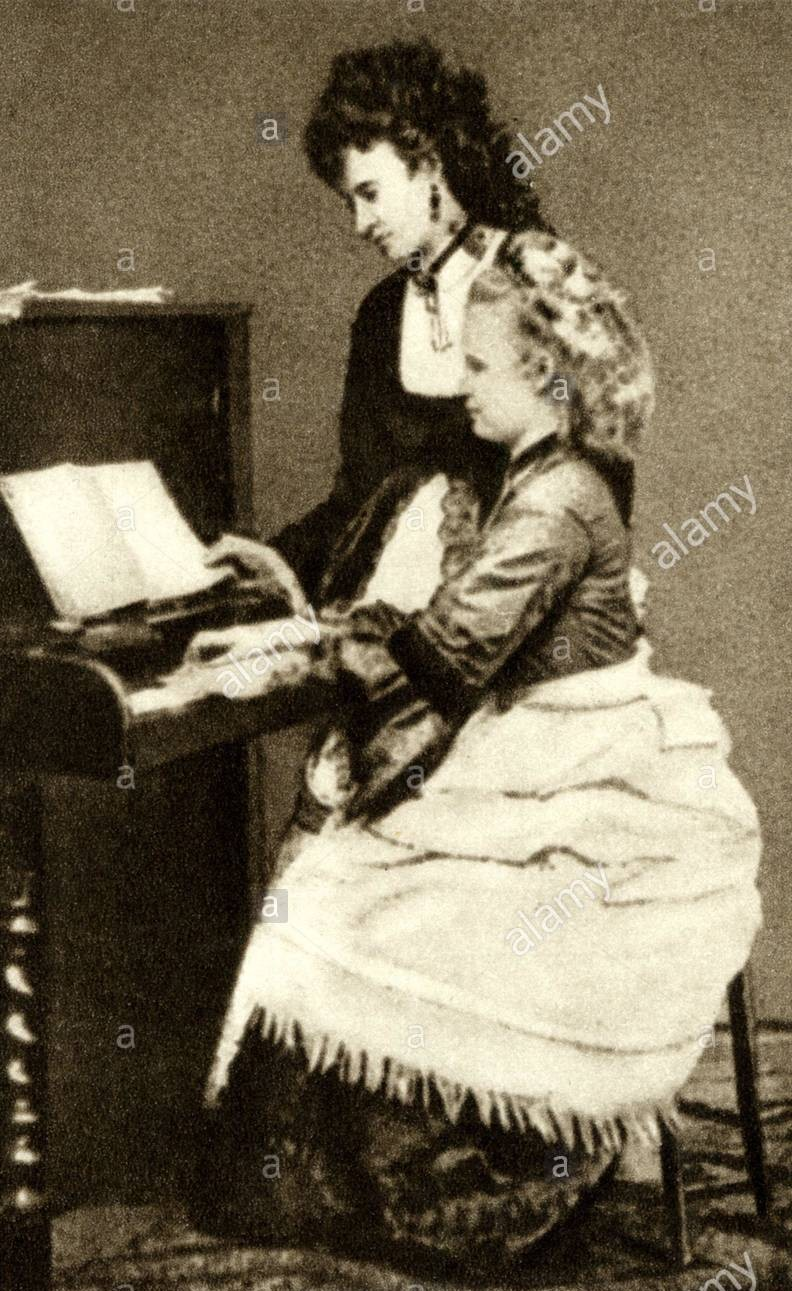
sestry Čermákovy, Josefína stojící a Anna při hře na klavír
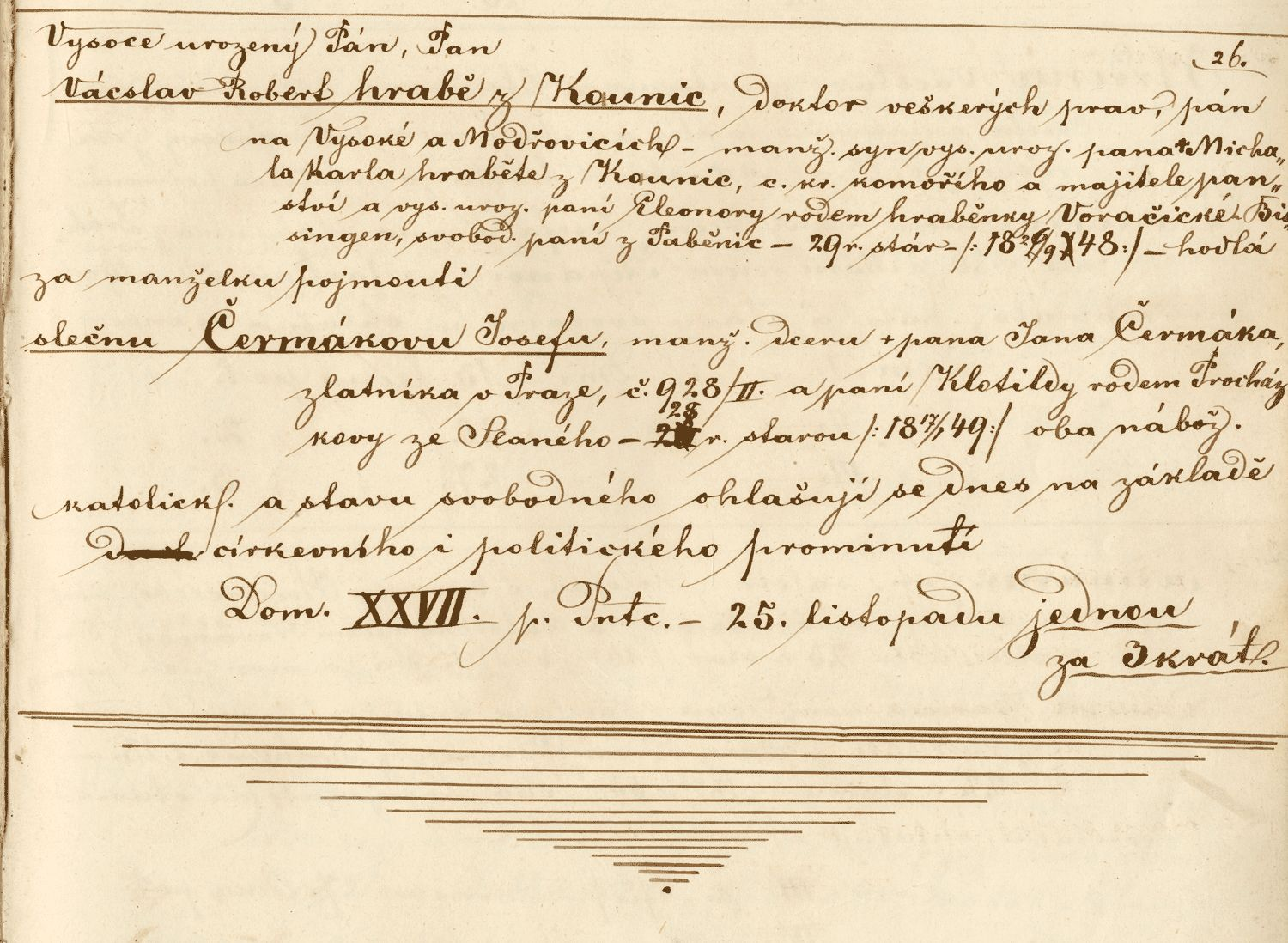
Záznam ohlášek sňatku hraběte Václava Roberta z Kounic a Josefy Čermákové. Jedním ze svědků byl Antonín Dvořák. (SOkA Příbram)
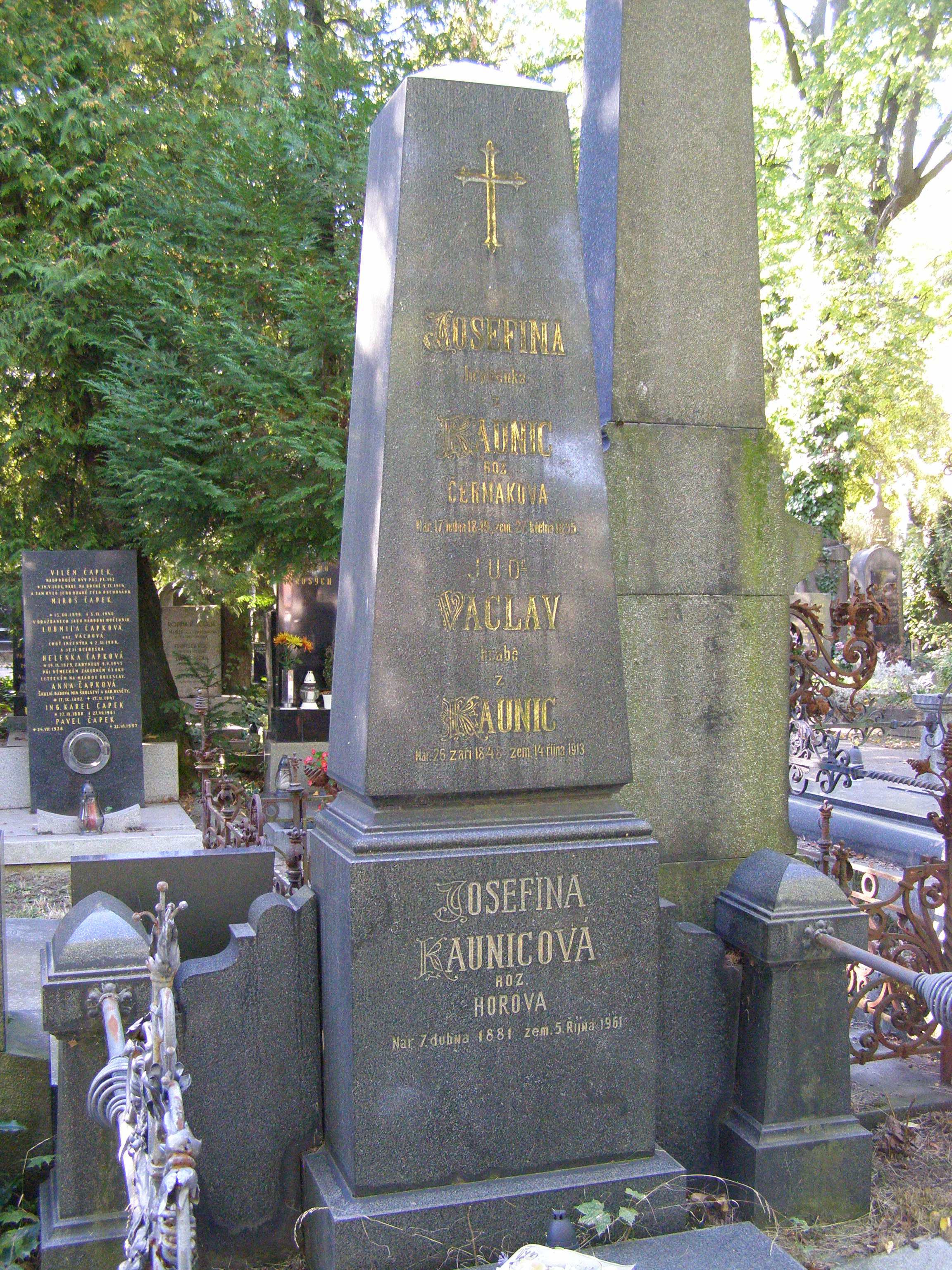
Hrob Josefíny Čermákové a Václava Roberta z Kounic na hřbitově na Malvazinkách